# 山下真琴
山下 真琴（やました まこと、1987年3月27日 - ）は、日本の女優。千葉県出身。演劇集団 円所属。

## 出演作品

### テレビアニメ
2013年
- 世界でいちばん強くなりたい!（記者）

### テレビドラマ
- テネシーワルツ

### オーディオドラマ
- 青春アドベンチャー（NHK-FM）
  - 移動都市（2010年6月7日 - 18日） - ヘスター・ショウ 役
  - 蜩ノ記（2012年6月18日 - 29日） - 戸田薫 役
  - 世界の終わりの魔法使い（2013年7月22日 - 26日） - 少年 役
  - 『ディス・イズ・ザ・デイ』（2019年7月1日 - 5日）
    - 権現様の弟、旅に出る（2019年7月4日）[2]

### 吹き替え
- アフター・アース（センシ・レイジ）
- アメリカン・ゴシック 〜偽りの一族〜
- ザ・チューダーズ4

### 舞台
- カシオペアの丘で
- あの庭の扉をあけたとき
- 宝島
- 紅峠